# Alfred Redl

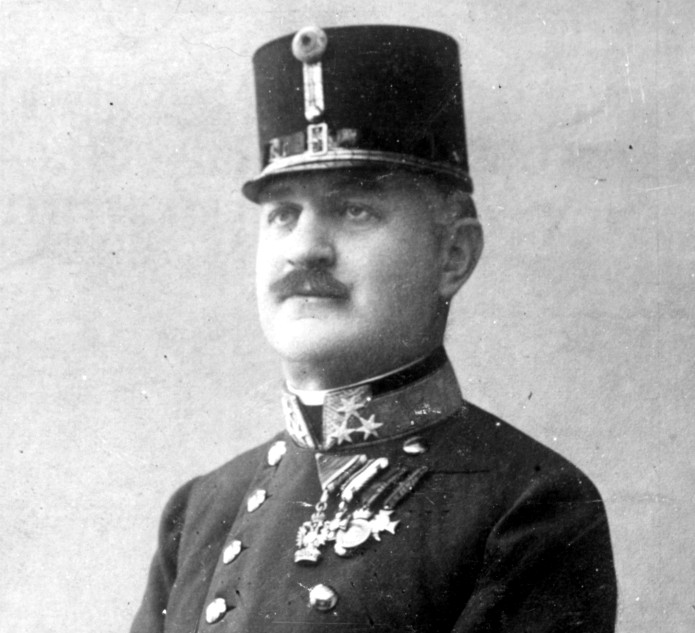
Alfred Redl omstreeks 1907

Alfred Redl (Lemberg, 14 maart 1864 – Wenen, 25 mei 1913) was een Oostenrijks officier. Hij was hoofd van de contraspionage van Oostenrijk-Hongarije, maar spioneerde zelf voor Rusland. Hij gebruikte geavanceerde technologie en innovaties om buitenlandse geheim agenten te ontmaskeren.
Hij werd geboren in Lemberg als zoon van arme ouders. Zijn uitzonderlijke intelligentie stelde hem in staat snel in de legerhiërarchie te stijgen, tot posities die normaliter slechts weggelegd waren voor de rijken en bevoorrechten. Hij sloot zich aan bij de contraspionagedienst en werd daar uiteindelijk het hoofd van. Zijn ontmaskering als spion voor de Russen (een vijand van Oostenrijk) was grotendeels het gevolg  van de betere opsporingsmethoden die hijzelf ontwikkeld had.
Er wordt gespeculeerd dat het motief voor Redls verraad chantage met zijn homoseksuele geaardheid was. Hij leefde boven zijn stand, maar kon zich dat veroorloven met zijn verradersloon. Een Russisch rapport uit 1907 beschrijft hem als een cynicus.
Toen hij ontmaskerd werd, pleegde hij zelfmoord door middel van een pistoolschot.

## Fictie
- De rol van Redl werd vertolkt door Klaus Maria Brandauer in de film Oberst Redl van István Szabó uit 1985.
- Het toneelstuk A Patriot for Me van John Osborne uit 1965 is gebaseerd op het levensverhaal van Redl.
- De roman The Second Seal uit 1950 van Dennis Wheatley geeft een samenvatting van Redls carrière en van het effect hiervan op het verloop van de Eerste Wereldoorlog.

- Bibliothèque nationale de France: cb12354432p (data)
- Gemeinsame Normdatei: 118743716
- International Standard Name Identifier: 0000 0000 9451 1098
- Library of Congress Control Number: n85174742
- Nationale Bibliotheek van Tsjechië: jn20000728549
- Nationale Bibliotheek van Israël: 987007600148805171
- Nationale Bibliotheek van Polen: a0000002706780
- Nederlandse Thesaurus van Auteursnamen: 12818972X
- Système universitaire de documentation: 032532016
- Virtual International Authority File: 84047502
- WorldCat: E39PBJk4CqMWvV4jhjJK3GwwG3